# Функціоналізм (філософія свідомості)
У сучасній філософії свідомості, функціоналізм - це погляд, згідно з яким психічні стани визначаються їх причинами та наслідками. Функціоналізм стверджує, що те, що робить внутрішній стан психічним, не є внутрішньою властивістю стану, а радше його зв’язком із сенсорною стимуляцією (вводом), іншими внутрішніми станами та поведінкою (вивідом).
Функціоналізм, як і біхевіоризм, передбачає, що психічні стани можуть бути спільними для фізично несхожих систем. Хоча функціоналізм не виключає автоматично існування нематеріальних душ, його мотивація полягала в тому, щоб надати матеріалістичний опис ментальності.
Функціоналізм набув популярності з появою комп'ютерів. Це сталося тому, що, по-перше, розрізнення між програмним забезпеченням і апаратним забезпеченням передбачало розрізнення між роллю (функцією) і виконавцем (структурою), а, по-друге, оскільки комп’ютери автоматизовані, вони демонструють, як внутрішні стани можуть бути причинами результату за відсутності когось, хто розумно керує результатом.
Усі версії функціоналізму стикаються з проблемами якісної природи деяких психічних станів. Складність полягає в тому, що функціоналізм індивідуює стани в суто реляційних термінах, але якісні стани, здається, мають нереляційний характер.

## Огляд
Як метафізична теза про природу психічних станів, функціоналізм стверджує, що те, що робить внутрішній стан психічним, не є внутрішньою властивістю стану, а радше його функціональними властивостями, а саме його зв’язком із сенсорною стимуляцією (введенням), іншими внутрішніми станами, і поведінкою (вихід). Наприклад, те, що робить внутрішній стан болем, полягає в тому, що він є, по-перше, типом стану, спричиненим (зазвичай) стимулами на кшталт уколів шпильками, сонячними опіками тощо, по-друге, типом стану, який викликає інші психічні стани (наприклад, занепокоєння), і, по-третє, типом стану, який викликає поведінку (наприклад, вигук «Ой»). Функціоналісти також ототожнюють пропозиційні ставлення з функціональними станами. Наприклад, те, що робить внутрішній стан бажанням води, частково полягає в тому, що він є типом стану, який змушує людину брати склянку й випивати її вміст, коли людина вірить, що в склянці міститься вода.
Функціоналізм використовує розрізнення між роллю ("role", з точки зору якої визначається тип психічного стану) і виконавцем ("realizer", річ, яка виконує роль). Загалом, функціональні стани демонструють здатність до різноманітної реалізованості: у різних типах речей певний тип причинної ролі може мати різних виконавців. Функціоналізм прихильний погляду на те, що психічні стани також є здатними до різноманітної реалізованності. Наприклад, функціоналісти вважають, що причинна роль, яка визначає відчуття болю, може бути виконана нейронним станом у людини, але гідравлічним станом у марсіанина. Таким чином, функціоналізм, як і біхевіоризм, передбачає, що психічні стани можуть бути спільними для фізично несхожих систем.

## Критика
Нед Блок виступає проти функціоналістської пропозиції множинної реалізованості, де апаратна реалізація не має значення, оскільки важливим є лише функціональний рівень. Мисленнєвий експеримент «китайський мозок» або «китайська нація» передбачає припущення, що вся нація Китаю систематично організовує себе для роботи подібно до мозку, де кожен індивід діє як нейрон (величезна різниця у швидкості роботи кожної одиниці не розглядається). Згідно з функціоналізмом, доки люди виконують належні функціональні ролі, з належними причинно-наслідковими зв'язками між входами і виходами, система буде справжнім розумом, з психічними станами, свідомістю і так далі. Однак, стверджує Блок, це очевидний абсурд, тому з тезою функціоналізму має бути щось не так, оскільки вона дозволяє йому бути легітимним описом розуму.
Деякі функціоналісти вважають, що Китай мав би мати кваліа, але через його розміри неможливо уявити Китай свідомим. Дійсно, може статися так, що ми обмежені нашою теорією розуму і ніколи не зможемо зрозуміти, на що схожа свідомість китайської нації. Отже, якщо функціоналізм є істинним, то або якості існуватимуть у всіх апаратних засобах, або не існуватимуть взагалі, а будуть ілюзорними.

### Китайська кімната
Аргумент китайської кімнати Джона Серля є прямою атакою на твердження, що думку можна представити як набір функцій. Цей уявний експеримент стверджує, що можна імітувати інтелектуальну дію без будь-якої інтерпретації чи розуміння, використовуючи суто функціональну систему. Коротко кажучи, Серль описує людину, яка розмовляє лише англійською мовою, яка знаходиться в кімнаті, де в кошиках розставлені лише китайські символи і є книга правил англійською мовою для переміщення цих символів. Потім люди за межами кімнати наказують цій людині слідувати правилам, щоб виносити певні символи за межі кімнати, коли їй дають певні символи. Далі припустимо, що люди за межами кімнати розмовляють китайською мовою і спілкуються з людиною всередині за допомогою китайських символів. На думку Серля, було б абсурдно стверджувати, що англомовна людина в кімнаті знає китайську лише на основі цих синтаксичних процесів. Цей уявний експеримент намагається показати, що системи, які працюють лише на основі синтаксичних процесів (входів і виходів, заснованих на алгоритмах), не можуть реалізувати жодної семантики (значення) або інтенційності (предметності). Таким чином, Серль атакує ідею, що мислення можна прирівняти до дотримання набору синтаксичних правил; тобто функціоналізм є недостатньою теорією розуму.
У зв'язку з китайською нацією Блока багато функціоналістів відреагували на уявний експеримент Серля, припустивши, що існує форма розумової діяльності, яка відбувається на вищому рівні, ніж людина в китайській кімнаті може осягнути (так звана «відповідь системи»); тобто система знає китайську мову. У відповідь Серль припустив, що людина в кімнаті могла просто запам'ятати правила і співвідношення символів. Знову ж таки, хоча вона переконливо імітуватиме комунікацію, вона знатиме лише символи і правила, а не значення, яке за ними стоїть.